# Polinômio irredutível
Um polinômio irreducível (ou irredutível) é um polinômio (de grau maior que zero) que não pode ser fatorado em polinômios de graus menores.
Mais precisamente:
- Seja p(x) um polinômio não-constante sobre um corpo F. Então p(x) é irreducível quando não existem p1(x), p2(x), ..., pn(x) em que cada pi(x) tem grau menor que p(x), e p(x) = p1(x). p2(x) ... pn(x).[1]